# Dreiband-Europameisterschaft der Junioren 2013

Logo CEB (ausrichtender Verband)

Die Dreiband-Europameisterschaft der Junioren 2013 war ein Turnier in der Karambolagedisziplin Dreiband und fand vom 12. bis 13. April in Brandenburg an der Havel statt.

## Modus
Gespielt wurde mit 16 Teilnehmern in vier Gruppen à vier Spielern im Round-Robin-Modus. Die beiden Gruppenbesten qualifizierten sich für das Viertelfinale.
Das Turnier nicht mehr im Satzsysten ausgetragen. Gespielt wurde in der Gruppenphase bis 25 Punkte oder 50 Aufnahmen und in der KO-Runde bis 30 Punkte oder 50 Aufnahmen.

## Qualifikation

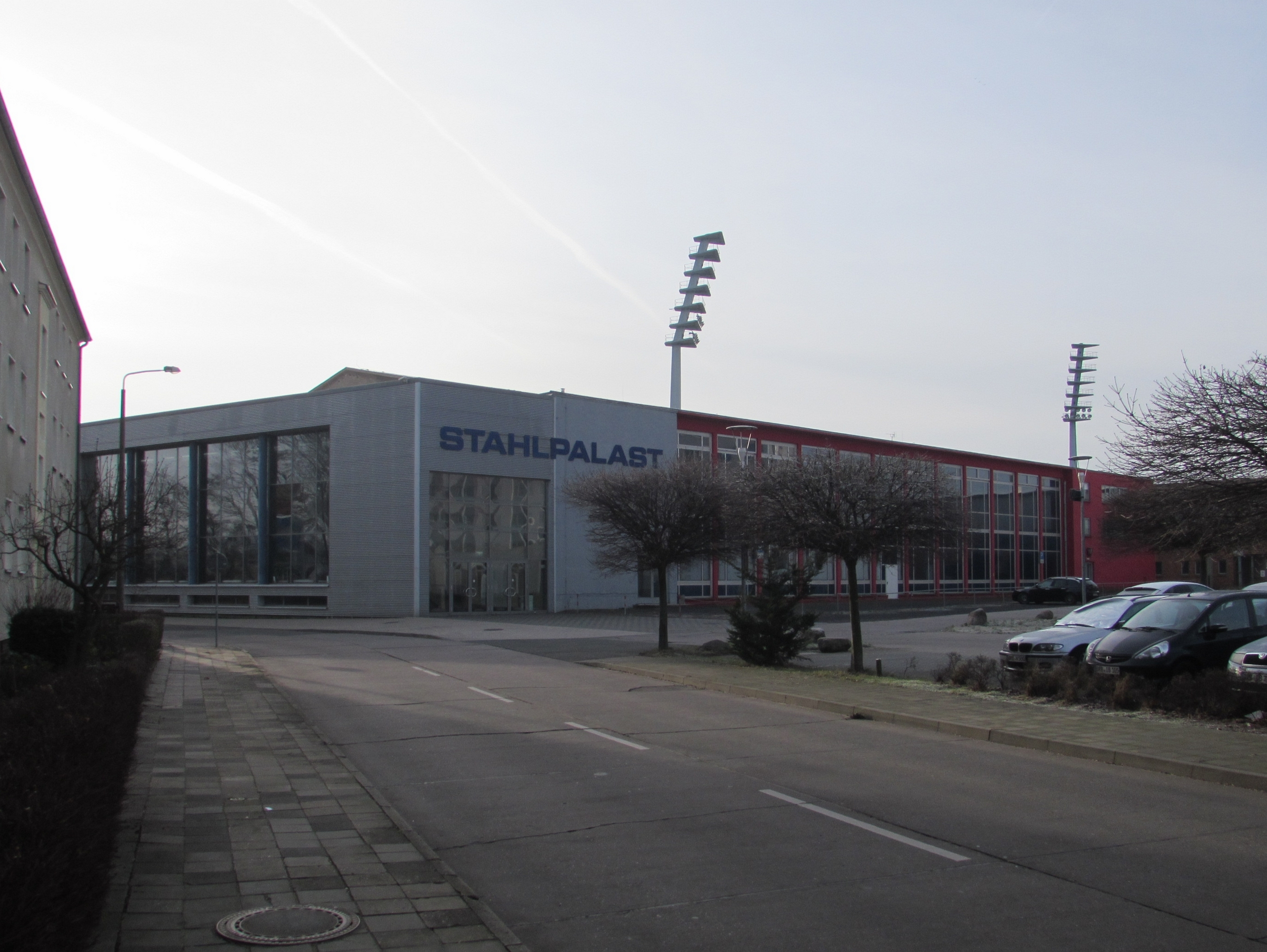
Außenansicht des Stahlpalastes

| Abschlusstabelle Gruppe A | Abschlusstabelle Gruppe A | Abschlusstabelle Gruppe A | Abschlusstabelle Gruppe A | Abschlusstabelle Gruppe A | Abschlusstabelle Gruppe A | Abschlusstabelle Gruppe A | Abschlusstabelle Gruppe A | Abschlusstabelle Gruppe A |
| Platz                     | Name                      | MP                        | Pkte                      | Aufn.                     | GD                        | BED                       | HS                        |                           |
| ------------------------- | ------------------------- | ------------------------- | ------------------------- | ------------------------- | ------------------------- | ------------------------- | ------------------------- | ------------------------- |
| 1                         | Ömer Karakurt             | 6:0                       | 75                        | 85                        | 0,882                     | 1,470                     | 7                         |                           |
| 2                         | Wesley van Apers          | 4:2                       | 56                        | 124                       | 0,451                     | 0,531                     | 4                         |                           |
| 3                         | Raymon Groot              | 2:4                       | 55                        | 95                        | 0,578                     | 0,806                     | 4                         |                           |
| 4                         | Saud Muhovic              | 0:6                       | 36                        | 122                       | 0,295                     | -                         | 4                         |                           |

| Abschlusstabelle Gruppe B | Abschlusstabelle Gruppe B | Abschlusstabelle Gruppe B | Abschlusstabelle Gruppe B | Abschlusstabelle Gruppe B | Abschlusstabelle Gruppe B | Abschlusstabelle Gruppe B | Abschlusstabelle Gruppe B | Abschlusstabelle Gruppe B |
| Platz                     | Name                      | MP                        | Pkte                      | Aufn.                     | GD                        | BED                       | HS                        |                           |
| ------------------------- | ------------------------- | ------------------------- | ------------------------- | ------------------------- | ------------------------- | ------------------------- | ------------------------- | ------------------------- |
| 1                         | David Zapata              | 6:0                       | 75                        | 63                        | 1,190                     | 1,923                     | 6                         |                           |
| 2                         | Andrea Nardi              | 4:2                       | 62                        | 116                       | 0,534                     | 0,595                     | 5                         |                           |
| 3                         | Stepan Joch               | 1:5                       | 58                        | 124                       | 0,467                     | 0,520                     | 4                         |                           |
| 4                         | Dominik Nebuda            | 1:5                       | 40                        | 103                       | 0,388                     | 0,520                     | 4                         |                           |

| Abschlusstabelle Gruppe C | Abschlusstabelle Gruppe C | Abschlusstabelle Gruppe C | Abschlusstabelle Gruppe C | Abschlusstabelle Gruppe C | Abschlusstabelle Gruppe C | Abschlusstabelle Gruppe C | Abschlusstabelle Gruppe C | Abschlusstabelle Gruppe C |
| Platz                     | Name                      | MP                        | Pkte                      | Aufn.                     | GD                        | BED                       | HS                        |                           |
| ------------------------- | ------------------------- | ------------------------- | ------------------------- | ------------------------- | ------------------------- | ------------------------- | ------------------------- | ------------------------- |
| 1                         | David Martinez            | 6:0                       | 75                        | 60                        | 1,250                     | 1,785                     | 6                         |                           |
| 2                         | José Soares               | 4:2                       | 58                        | 69                        | 0,840                     | 1,250                     | 6                         |                           |
| 3                         | Kévin Perrotin            | 2:4                       | 60                        | 86                        | 0,697                     | 0,641                     | 7                         |                           |
| 4                         | Samuli Hynninen           | 0:6                       | 34                        | 93                        | 0,365                     | -                         | 6                         |                           |

| Abschlusstabelle Gruppe D | Abschlusstabelle Gruppe D | Abschlusstabelle Gruppe D | Abschlusstabelle Gruppe D | Abschlusstabelle Gruppe D | Abschlusstabelle Gruppe D | Abschlusstabelle Gruppe D | Abschlusstabelle Gruppe D | Abschlusstabelle Gruppe D |
| Platz                     | Name                      | MP                        | Pkte                      | Aufn.                     | GD                        | BED                       | HS                        |                           |
| ------------------------- | ------------------------- | ------------------------- | ------------------------- | ------------------------- | ------------------------- | ------------------------- | ------------------------- | ------------------------- |
| 1                         | Adrien Tachoire           | 6:0                       | 75                        | 68                        | 1,102                     | 1,315                     | 11                        |                           |
| 2                         | Dustin Jäschke            | 4:2                       | 67                        | 94                        | 0,712                     | 0,735                     | 4                         |                           |
| 3                         | Jim Annaveldt             | 2:4                       | 57                        | 93                        | 0,612                     | 0,961                     | 6                         |                           |
| 4                         | Ricardo Pinto             | 0:6                       | 39                        | 83                        | 0,460                     | -                         | 4                         |                           |

## Endrunde
|  | Viertelfinale Spiel bis 30 Punkte | Viertelfinale Spiel bis 30 Punkte | Viertelfinale Spiel bis 30 Punkte | Viertelfinale Spiel bis 30 Punkte | Viertelfinale Spiel bis 30 Punkte | Viertelfinale Spiel bis 30 Punkte |                  |               | Halbfinale Spiel bis 30 Punkte | Halbfinale Spiel bis 30 Punkte | Halbfinale Spiel bis 30 Punkte | Halbfinale Spiel bis 30 Punkte | Halbfinale Spiel bis 30 Punkte | Halbfinale Spiel bis 30 Punkte |      |      | Finale Spiel bis 30 Punkte | Finale Spiel bis 30 Punkte | Finale Spiel bis 30 Punkte | Finale Spiel bis 30 Punkte | Finale Spiel bis 30 Punkte | Finale Spiel bis 30 Punkte |
|  |                                   |                                   |                                   |                                   |                                   |                                   |                  |               |                                |                                |                                |                                |                                |                                |      |      |                            |                            |                            |                            |                            |                            |
|  |                                   | MP                                | Pkt.                              | Auf.                              | ED                                | HS                                |                  |               |                                |                                |                                |                                |                                |                                |      |      |                            |                            |                            |                            |                            |                            |
|  |                                   | MP                                | Pkt.                              | Auf.                              | ED                                | HS                                |                  |               |                                |                                |                                |                                |                                |                                |      |      |                            |                            |                            |                            |                            |                            |
|  | David Martinez                    | 2                                 | 30                                | 29                                | 1,034                             | 7                                 |                  |               |                                |                                |                                |                                |                                |                                |      |      |                            |                            |                            |                            |                            |                            |
|  | David Martinez                    | 2                                 | 30                                | 29                                | 1,034                             | 7                                 |                  | MP            | Pkt.                           | Auf.                           | ED                             | HS                             |                                |                                |      |      |                            |                            |                            |                            |                            |                            |
|  | Andrea Nardi                      | 0                                 | 8                                 | 29                                | 0,275                             | 2                                 |                  | MP            | Pkt.                           | Auf.                           | ED                             | HS                             |                                |                                |      |      |                            |                            |                            |                            |                            |                            |
|  | Andrea Nardi                      | 0                                 | 8                                 | 29                                | 0,275                             | 2                                 | David Martinez   | 0             | 28                             | 20                             | 1,400                          | 6                              |                                |                                |      |      |                            |                            |                            |                            |                            |                            |
|  |                                   | MP                                | Pkt.                              | Auf.                              | ED                                | HS                                | David Martinez   | 0             | 28                             | 20                             | 1,400                          | 6                              |                                |                                |      |      |                            |                            |                            |                            |                            |                            |
|  |                                   | MP                                | Pkt.                              | Auf.                              | ED                                | HS                                |                  | Ömer Karakurt | 2                              | 30                             | 20                             | 1,500                          | 6                              |                                |      |      |                            |                            |                            |                            |                            |                            |
|  | Ömer Karakurt                     | 2                                 | 30                                | 29                                | 1,034                             | 4                                 |                  | Ömer Karakurt | 2                              | 30                             | 20                             | 1,500                          | 6                              |                                |      |      |                            |                            |                            |                            |                            |                            |
|  | Ömer Karakurt                     | 2                                 | 30                                | 29                                | 1,034                             | 4                                 |                  |               |                                |                                |                                |                                |                                | MP                             | Pkt. | Auf. | ED                         | HS                         |                            |                            |                            |                            |
|  | Dustin Jäschke                    | 0                                 | 24                                | 29                                | 0,827                             | 4                                 |                  |               |                                |                                |                                |                                |                                | MP                             | Pkt. | Auf. | ED                         | HS                         |                            |                            |                            |                            |
|  | Dustin Jäschke                    | 0                                 | 24                                | 29                                | 0,827                             | 4                                 | Ömer Karakurt    | 2             | 30                             | 28                             | 1,071                          | 6                              |                                |                                |      |      |                            |                            |                            |                            |                            |                            |
|  |                                   | MP                                | Pkt.                              | Auf.                              | ED                                | HS                                | Ömer Karakurt    | 2             | 30                             | 28                             | 1,071                          | 6                              |                                |                                |      |      |                            |                            |                            |                            |                            |                            |
|  |                                   | MP                                | Pkt.                              | Auf.                              | ED                                | HS                                |                  | David Zapata  | 0                              | 20                             | 28                             | 0,714                          | 3                              |                                |      |      |                            |                            |                            |                            |                            |                            |
|  | Adrien Tachoire                   | 0                                 | 29                                | 37                                | 0,783                             | 4                                 |                  | David Zapata  | 0                              | 20                             | 28                             | 0,714                          | 3                              |                                |      |      |                            |                            |                            |                            |                            |                            |
|  | Adrien Tachoire                   | 0                                 | 29                                | 37                                | 0,783                             | 4                                 |                  | MP            | Pkt.                           | Auf.                           | ED                             | HS                             |                                |                                |      |      |                            |                            |                            |                            |                            |                            |
|  | Wesley van Apers                  | 2                                 | 30                                | 37                                | 0,810                             | 4                                 |                  | MP            | Pkt.                           | Auf.                           | ED                             | HS                             |                                |                                |      |      |                            |                            |                            |                            |                            |                            |
|  | Wesley van Apers                  | 2                                 | 30                                | 37                                | 0,810                             | 4                                 | Wesley van Apers | 0             | 15                             | 23                             | 0,652                          | 3                              |                                |                                |      |      |                            |                            |                            |                            |                            |                            |
|  |                                   | MP                                | Pkt.                              | Auf.                              | ED                                | HS                                | Wesley van Apers | 0             | 15                             | 23                             | 0,652                          | 3                              |                                |                                |      |      |                            |                            |                            |                            |                            |                            |
|  |                                   | MP                                | Pkt.                              | Auf.                              | ED                                | HS                                |                  | David Zapata  | 2                              | 30                             | 23                             | 1,304                          | 5                              |                                |      |      |                            |                            |                            |                            |                            |                            |
|  | David Zapata                      | 2                                 | 30                                | 28                                | 1,071                             | 5                                 |                  | David Zapata  | 2                              | 30                             | 23                             | 1,304                          | 5                              |                                |      |      |                            |                            |                            |                            |                            |                            |
|  | David Zapata                      | 2                                 | 30                                | 28                                | 1,071                             | 5                                 |                  |               |                                |                                |                                |                                |                                |                                |      |      |                            |                            |                            |                            |                            |                            |
|  | José Soares                       | 0                                 | 21                                | 28                                | 0,750                             | 5                                 |                  |               |                                |                                |                                |                                |                                |                                |      |      |                            |                            |                            |                            |                            |                            |
|  | José Soares                       | 0                                 | 21                                | 28                                | 0,750                             | 5                                 |                  |               |                                |                                |                                |                                |                                |                                |      |      |                            |                            |                            |                            |                            |                            |

Quellen:

## Abschlusstabelle
| MP    | Match Points (Sieger = 2; Unentschieden = 1; Verlierer = 0) |
| Pkte. | Erzielte Karambolagen                                       |
| Aufn. | Benötigte Versuche                                          |
| GD    | Generaldurchschnitt                                         |
| BED   | Bester Einzeldurchschnitt eines Spielers                    |
| HS    | Höchstserie                                                 |
|       | Bester GD des Turniers                                      |
|       | Bester ED des Turniers                                      |
|       | Beste HS des Turniers                                       |
|       | 1. Platz (Gold)                                             |
|       | 2. Platz (Silber)                                           |
|       | 3. Platz (Bronze)                                           |

| Endklassement              | Endklassement | Endklassement    | Endklassement | Endklassement | Endklassement | Endklassement | Endklassement | Endklassement |
| Phase                      | Platz         | Name             | MP            | Pkt.          | Aufn.         | GD            | BED           | HS            |
| -------------------------- | ------------- | ---------------- | ------------- | ------------- | ------------- | ------------- | ------------- | ------------- |
| Finale                     | 1             | Ömer Karakurt    | 12:0          | 165           | 162           | 1,018         | 1,500         | 7             |
| Finale                     | 2             | David Zapata     | 10:2          | 155           | 142           | 1,091         | 1,923         | 6             |
| Halb- finale               | 3             | David Martinez   | 8:2           | 133           | 109           | 1,220         | 1,785         | 7             |
| Halb- finale               | 3             | Wesley van Apers | 6:4           | 101           | 176           | 0,573         | 1,034         | 4             |
| Viertel- finale            | 5             | Adrien Tachoire  | 6:2           | 104           | 105           | 0,990         | 1,315         | 11            |
| Viertel- finale            | 6             | José Soares      | 4:4           | 79            | 97            | 0,814         | 1,250         | 6             |
| Viertel- finale            | 7             | Dustin Jäschke   | 4:4           | 91            | 123           | 0,739         | 0,735         | 4             |
| Viertel- finale            | 8             | Andrea Nardi     | 4:4           | 70            | 145           | 0,482         | 0,595         | 5             |
| Gruppen- phase             | 9             | Kévin Perrotin   | 2:4           | 60            | 86            | 0,697         | 0,641         | 7             |
| Gruppen- phase             | 10            | Jim Annaveldt    | 2:4           | 57            | 93            | 0,612         | 0,961         | 6             |
| Gruppen- phase             | 11            | Raymon Groot     | 2:4           | 55            | 95            | 0,578         | 0,806         | 4             |
| Gruppen- phase             | 12            | Stepan Joch      | 1:5           | 58            | 124           | 0,467         | 0,520         | 4             |
| Gruppen- phase             | 13            | Dominik Nebuda   | 1:5           | 40            | 103           | 0,388         | 0,520         | 4             |
| Gruppen- phase             | 14            | Ricardo Pinto    | 0:6           | 39            | 83            | 0,460         | -             | 4             |
| Gruppen- phase             | 15            | Samuli Hynninen  | 0:6           | 34            | 93            | 0,365         | -             | 6             |
| Gruppen- phase             | 16            | Saud Muhovic     | 0:6           | 36            | 122           | 0,295         | -             | 4             |
| Turnierdurchschnitt: 0,684 |               |                  |               |               |               |               |               |               |